# Liste der olympischen Medaillengewinner aus Marokko
Das Comité National Olympique Marocain wurde 1959 vom Internationalen Olympischen Komitee aufgenommen.

## Medaillenbilanz
Bislang konnten Sportler aus Marokko 26 olympische Medaillen erkämpfen (8 × Gold, 5 × Silber und 13 × Bronze).
| Marokko bei den Olympischen Sommerspielen                                        | Marokko bei den Olympischen Sommerspielen | Marokko bei den Olympischen Sommerspielen | Marokko bei den Olympischen Sommerspielen | Marokko bei den Olympischen Sommerspielen | Marokko bei den Olympischen Sommerspielen |      | Marokko bei den Olympischen Winterspielen | Marokko bei den Olympischen Winterspielen | Marokko bei den Olympischen Winterspielen | Marokko bei den Olympischen Winterspielen | Marokko bei den Olympischen Winterspielen | Marokko bei den Olympischen Winterspielen |
| Jahr                                                                             | Gold                                      | Silber                                    | Bronze                                    | Gesamt                                    | Rang                                      | Jahr | Gold                                      | Silber                                    | Bronze                                    | Gesamt                                    | Rang                                      |                                           |
| 1960                                                                             | 0                                         | 1                                         | 0                                         | 1                                         | 32                                        |      | 1960                                      | –                                         | –                                         | –                                         | –                                         | –                                         |
| 1964                                                                             | 0                                         | 0                                         | 0                                         | 0                                         |                                           |      | 1964                                      | –                                         | –                                         | –                                         | –                                         | –                                         |
| 1968                                                                             | 0                                         | 0                                         | 0                                         | 0                                         |                                           |      | 1968                                      | 0                                         | 0                                         | 0                                         | 0                                         |                                           |
| 1972                                                                             | 0                                         | 0                                         | 0                                         | 0                                         |                                           |      | 1972                                      | –                                         | –                                         | –                                         | –                                         | –                                         |
| 1976                                                                             | 0                                         | 0                                         | 0                                         | 0                                         |                                           |      | 1976                                      | –                                         | –                                         | –                                         | –                                         | –                                         |
| 1980                                                                             | –                                         | –                                         | –                                         | –                                         | –                                         |      | 1980                                      | –                                         | –                                         | –                                         | –                                         | –                                         |
| 1984                                                                             | 2                                         | 0                                         | 0                                         | 2                                         | 18                                        |      | 1984                                      | 0                                         | 0                                         | 0                                         | 0                                         |                                           |
| 1988                                                                             | 1                                         | 0                                         | 2                                         | 3                                         | 28                                        |      | 1988                                      | 0                                         | 0                                         | 0                                         | 0                                         |                                           |
| 1992                                                                             | 1                                         | 1                                         | 1                                         | 3                                         | 31                                        |      | 1992                                      | 0                                         | 0                                         | 0                                         | 0                                         |                                           |
| 1996                                                                             | 0                                         | 0                                         | 2                                         | 2                                         | 68                                        |      | 1994                                      | –                                         | –                                         | –                                         | –                                         | –                                         |
| 2000                                                                             | 0                                         | 1                                         | 4                                         | 5                                         | 58                                        |      | 1998                                      | –                                         | –                                         | –                                         | –                                         | –                                         |
| 2004                                                                             | 2                                         | 1                                         | 0                                         | 3                                         | 36                                        |      | 2002                                      | –                                         | –                                         | –                                         | –                                         | –                                         |
| 2008                                                                             | 0                                         | 1                                         | 1                                         | 2                                         | 65                                        |      | 2006                                      | –                                         | –                                         | –                                         | –                                         | –                                         |
| 2012                                                                             | 0                                         | 0                                         | 1                                         | 1                                         | 79                                        |      | 2010                                      | 0                                         | 0                                         | 0                                         | 0                                         |                                           |
| 2016                                                                             | 0                                         | 0                                         | 1                                         | 1                                         | 78                                        |      | 2014                                      | 0                                         | 0                                         | 0                                         | 0                                         |                                           |
| 2020                                                                             | 1                                         | 0                                         | 0                                         | 1                                         | 63                                        |      | 2018                                      | 0                                         | 0                                         | 0                                         | 0                                         |                                           |
| 2024                                                                             | 1                                         | 0                                         | 1                                         | 2                                         | 60                                        |      | 2022                                      | 0                                         | 0                                         | 0                                         | 0                                         |                                           |
| Gesamt                                                                           | 8                                         | 5                                         | 13                                        | 26                                        |                                           |      | Gesamt                                    | 0                                         | 0                                         | 0                                         | 0                                         |                                           |
| \| \| Gold \| Silber \| Bronze \| Gesamt \| \| Ges. S+W \| 8 \| 5 \| 13 \| 26 \| |                                           |                                           |                                           |                                           |                                           |      |                                           |                                           |                                           |                                           |                                           |                                           |
|                                                                                  | Gold                                      | Silber                                    | Bronze                                    | Gesamt                                    |                                           |      |                                           |                                           |                                           |                                           |                                           |                                           |
| Ges. S+W                                                                         | 8                                         | 5                                         | 13                                        | 26                                        |                                           |      |                                           |                                           |                                           |                                           |                                           |                                           |

## Medaillengewinner
- Abdelhak Achik – Boxen (0-0-1)
Seoul 1988: Bronze, Federgewicht (- 57 kg)
- Mohamed Achik – Boxen (0-0-1)
Barcelona 1992: Bronze, Bantamgewicht (- 54 kg)
- Saïd Aouita – Leichtathletik (1-0-1)
Los Angeles 1984: Gold, 5000 m, Herren
Seoul 1988: Bronze, 800 m, Herren
- Hasna Benhassi – Leichtathletik (0-1-1)
Athen 2004: Silber, 800 m, Damen
Peking 2008: Bronze, 800 m, Damen
- Nezha Bidouane – Leichtathletik (0-0-1)
Sydney 2000: Bronze, 400 m Hürden, Damen
- Khalid Boulami – Leichtathletik (0-0-1)
Atlanta 1996: Bronze, 5000 m, Herren
- Brahim Boutayeb – Leichtathletik (1-0-0)
Seoul 1988: Gold, 10.000 m, Herren
- Soufiane el-Bakkali – Leichtathletik (2-0-0)
Tokio 2020: Gold 3000 m Hindernis, Herren
Paris 2024: Gold 3000 m Hindernis, Herren
- Rachid El Basir – Leichtathletik (0-1-0)
Barcelona 1992: Silber, 1500 m, Herren
- Hicham El Guerrouj – Leichtathletik (2-1-0)
Athen 2004: Gold, 1500 m, Herren
Athen 2004: Gold, 5000 m, Herren
Sydney 2000: Silber, 1500 m, Herren
- Nawal El Moutawakel – Leichtathletik (1-0-0)
Los Angeles 1984: Gold, 400 m Hürden, Damen
- Ali Ezzine – Leichtathletik (0-0-1)
Sydney 2000: Bronze, 3000 m Hindernis, Herren
- Jaouad Gharib – Leichtathletik (0-1-0)
Peking 2008: Silber, Marathon, Herren
- Salah Hissou – Leichtathletik (0-0-1)
Atlanta 1996: Bronze, 10.000 m, Herren
- Abdalaati Iguider – Leichtathletik (0-0-1)
London 2012: Bronze, 1500 m, Herren
- Brahim Lahlafi – Leichtathletik (0-0-1)
Sydney 2000: Bronze, 5000 m, Herren
- Mohammed Rabii – Boxen (0-0-1)
Rio de Janeiro 2016: Bronze, Weltergewicht (- 69 kg)
- Rhadi Ben Abdesselam – Leichtathletik (0-1-0)
Rom 1960: Silber, Marathon, Herren
- Khalid Skah – Leichtathletik (1-0-0)
Barcelona 1992: Gold, 10.000 m, Herren
- Tahar Tamsamani – Boxen (0-0-1)
Sydney 2000: Bronze, Federgewicht (- 57 kg)

## Medaillengewinner Mannschaft
- Fußball Männer
Paris 2024
Ilias Akhomach, Oussama El Azzouzi, Benjamin Bouchouari, Mehdi Boukamir, Abde Ezzalzouli, Achraf Hakimi, Munir El Kajoui, Yassine Kechta, Bilal El Khannous, Haytam Manaout, Mehdi Maouhoub, Akram Nakach, Zakaria El Ouahdi, Soufiane Rahimi, Amir Richardson, Eliesse Ben Seghir, Adil Tahif, Oussama Targhalline